# Claviceps paspali
Claviceps paspali és un fong del gènere Claviceps. El seu epítet específic, paspali, al·ludeix al fet que creix sobre herbes del gènere Paspalum a diversos llocs del món. L'àcid lisèrgic i l'àcid paspàlic van ser aïllats l'any 1964 de cultius d'aquesta espècie de fong. També produeix ergometrina. Claviceps paspali es troba dins de la llista de plantes de venda regulada a Espanya.